# 澳洲原住民天文學
澳洲原住民天文學（Australian Aboriginal astronomy）透過口頭、儀式和多種藝術形式傳承下來，因此流傳下來的天文體系體現了人們對天體運動的深刻理解，使得澳洲原住民能夠將其作為編制曆法和澳大利亞大陸及水域航行的實用手段。澳洲有多種多樣的天文傳統，每種傳統都有其獨特的宇宙學表達方式。然而，這些群體之間似乎存在著共同的主題和系統。由於澳洲原住民天文學歷史悠久，原住民曾多次被譽為「世界上第一批天文學家」。
澳洲原住民天文學許多星座是根據其形狀命名的，就像傳統的西方天文學一樣，例如昴宿星團、獵戶座和銀河系，而其他星座，例如天空中的鴯鶓，描述的是暗帶而不是恆星。當代澳洲原住民藝術經常引用天文主題及其相關傳說，例如七姐妹。